# Marin Šego

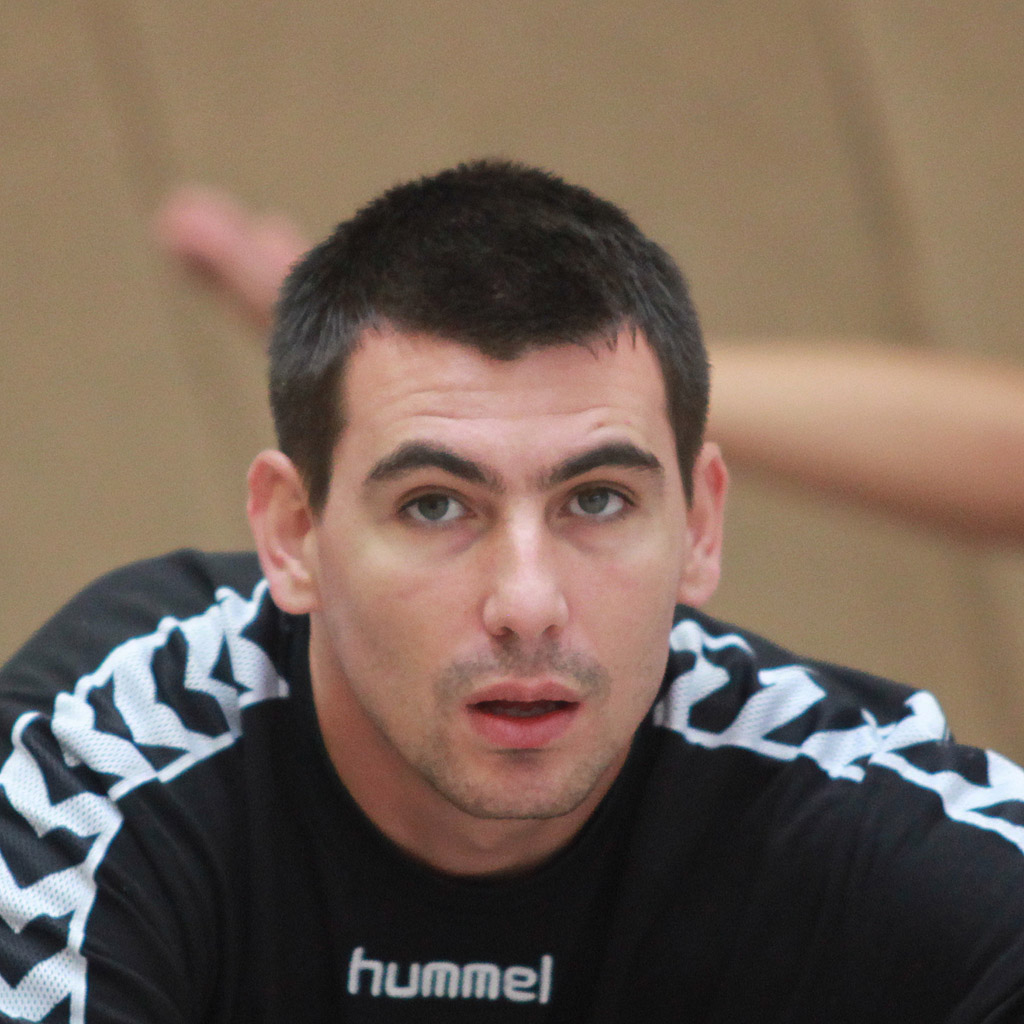
Marin Šego

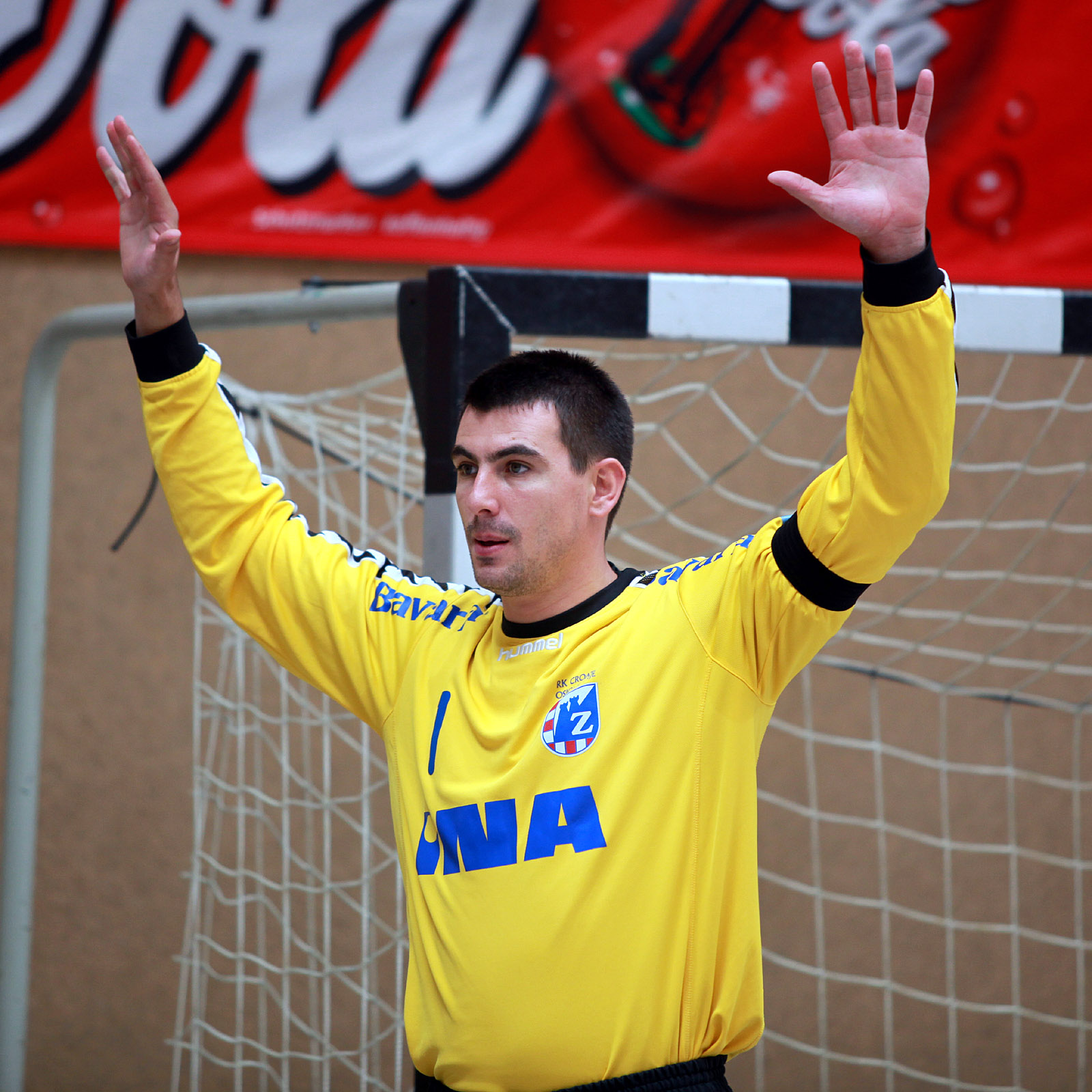
Am 14. August 2010 beim Schlecker Cup

Marin Šego (* 2. August 1985 in Mostar) ist ein ehemaliger kroatischer Handballtorwart.

## Karriere
Der 1,94 Meter große und 93 Kilogramm schwere Torhüter stand ab 2008 bei HC Croatia Osiguranje-Zagreb unter Vertrag, mit dem er 2009, 2010, 2011 und 2021 kroatischer Meister und Pokalsieger wurde. Zuvor spielte er bei HRK Izviđač Ljubuški, MRK Zrinski Mostar, erneut bei HRK Izviđač Ljubuški und anschließend bei RK Perutnina Pipo IPC Čakovec. Mit diesen Vereinen spielte er im EHF Challenge Cup (2004/2005, 2007/2008), in der EHF Champions League (2002/2003, 2005/2006, 2008/2009, 2009/2010, 2010/2011, 2011/2012) und im EHF-Pokal (2003/2004, 2006/2007). Im Sommer 2012 wechselte Šego zum polnischen Erstligisten Wisła Płock. Zur Saison 2014/15 schloss er sich dem Ligarivalen Vive Kielce an. Mit Kielce gewann er 2015 und 2016 den polnischen Pokal, 2015 und 2016 die Meisterschaft sowie 2016 die EHF Champions League. Ab dem Sommer 2016 stand er beim ungarischen Erstligisten Pick Szeged unter Vertrag. Mit Szeged gewann er 2018 die ungarische Meisterschaft und 2019 den ungarischen Pokal. Ab dem Sommer 2019 lief er für den französischen Erstligisten Montpellier Handball auf. Zur Saison 2022/23 wechselte er zum deutschen Bundesligisten Frisch Auf Göppingen. Nach der Saison 2023/24 beendete er seine Karriere.
Marin Šego bestritt 63 Länderspiele für die kroatische Nationalmannschaft. Er stand im Kader für die Europameisterschaft 2014.